# Leyla Yunus
Leyla Islam qizi Yunusova (nascida Vəliyeva; 21 de dezembro de 1955), mais conhecida como Leyla Yunus, é uma ativista de direitos humanos azerbaijana que atua como diretora do Instituto de Paz e Democracia. Ela é particularmente conhecida por ajudar cidadãos afetados por despejos forçados em Bacu. Em julho de 2014, as autoridades do Azerbaijão prenderam Yunus sob alegações de fraude e evasão fiscal. Apesar de ser condenada a 8,5 anos de prisão em 13 de agosto de 2015, Leyla Yunus foi libertada devido à deterioração de sua saúde em 9 de dezembro de 2015.

## Carreira
Nos últimos anos da União Soviética, Yunus foi ativa em grupos pró-reforma. Em 1988, ela fundou a Frente Popular do Azerbaijão em apoio à Perestroika. No início, a Frente Popular do Azerbaijão teve como modelo a Frente Popular da Estônia.
Em janeiro de 1990, Yunus, junto com Zardusht Alizadeh, formaram o Partido Social Democrata. Em abril de 1990, Yunus publicou o ensaio "As responsabilidades de um político", defendendo um meio-termo democrático e rejeitando tanto o nacionalismo extremo quanto as repressões violentas do regime soviético.
Durante as hostilidades no conflito de Nagorno-Karabakh em 1992-1993, Yunus serviu como Vice-Ministra da Defesa. Posteriormente ela trabalhou com ativistas da sociedade civil no Azerbaijão e na Armênia para pedir a paz. Ela e seu marido Arif, um historiador, são conhecidos por buscar a reconciliação com a Armênia. Em 1995, tornou-se Diretora do Instituto de Paz e Democracia.
Em 2009, Yunus foi acusada por difamação depois de afirmar que houve má conduta policial em um julgamento de sequestro, alegando que a polícia estava envolvida no tráfico das duas jovens. O ministro do Interior, Ramil Usubov, entrou com uma ação contra ela, afirmando que ela "causou perigo ao poder de polícia". Ele exigiu 100 mil manates em danos. A Human Rights Watch protestou contra o julgamento, afirmando que "um julgamento contra Yunus abriria um terrível precedente para a liberdade de expressão no Azerbaijão", enquanto outros grupos internacionais descreveram o caso como "mais um exemplo do governo do Azerbaijão reprimindo a liberdade de expressão".
Em 2011, após uma série de apelos fracassados às autoridades sobre o comportamento da polícia durante os despejos, Yunus declarou sua intenção de apelar ao Tribunal Europeu de Direitos Humanos. As autoridades demoliram o escritório de Yunus em Bacu após apenas alguns minutos de aviso em 11 de agosto de 2011, no mesmo dia em que ela criticou os despejos forçados em um artigo no New York Times. Ela estava na Noruega no dia da demolição. Representantes da União Europeia "deploraram" a demolição. O membro do Parlamento do Azerbaijão, Khadi Musa Redzhabli, negou que a demolição tenha sido relacionada ao trabalho de direitos humanos de Yunus. Cinquenta e duas organizações de direitos humanos de 14 países, incluindo Index on Censorship e Rafto Foundation, enviaram uma carta conjunta de preocupação às autoridades do Azerbaijão condenando a demolição.
Em 2014, junto com Rasul Jafarov, Yunus liderou um grupo que compilou uma lista de presos políticos no Azerbaijão. No início de agosto de 2014, ambos foram presos.

### Prisão
Em 28 de abril de 2014, Yunus e seu marido Arif foram detidos no Aeroporto Internacional Heydar Aliyev a caminho de Doha, Catar, e acusados de fraude e evasão fiscal. Ela e seu marido foram presos. Como Yunus é diabética, sua situação na prisão foi descrita como precária em meio a relatos de que as autoridades do Azerbaijão se recusaram a fornecer assistência médica a ela. Proibida de se comunicar diretamente com o marido, ela escreveu uma carta que foi traduzida e publicada em vários sites, na qual afirmava que "nunca teríamos previsto que o século XXI traria [de volta] a repressão da década de 1930."
A detenção de Leyla e Arif foi amplamente considerada como mais uma repressão estatal à sociedade civil. Essa ação das autoridades foi duramente condenada por muitas organizações internacionais de direitos humanos, entre elas a Anistia Internacional (que chama os Yunus de "prisioneiros de consciência" e instou as autoridades a libertá-los imediatamente), Assembleia Parlamentar da Conselho da Europa, Missão dos Estados Unidos na OSCE, Observatório para a Proteção dos Defensores dos Direitos Humanos, Iniciativa das Mulheres do Nobel, Repórteres Sem Fronteiras, Human Rights Watch e outros.
A Human Rights Watch pediu a suspensão da adesão do Azerbaijão na Iniciativa de Transparência nas Indústrias Extrativas (EITI) por causa da "ofensiva do governo do Azerbaijão contra os defensores dos direitos humanos e organizações não governamentais".
Em 13 de agosto de 2015, Leyla foi condenada a 8,5 anos de prisão, seu marido, Arif, foi condenado a 7 anos de prisão por fraude e evasão fiscal. O casal também enfrentou acusações de traição (por supostamente espionar para a Armênia). Governos ocidentais e grupos de direitos humanos expressaram preocupação com o processo. A Human Rights Watch denunciou o caso como um "julgamento de fachada" e a Anistia Internacional descreveu o casal como prisioneiros de consciência.
Leyla foi libertada por motivos de saúde em 9 de dezembro de 2015, depois que seu marido Arif Yunus já havia sido libertado, também por motivos de saúde, em novembro de 2015.
Leyla e Arif foram autorizados pelo governo do Azerbaijão a viajar para a Holanda para tratamento de saúde em abril de 2016, onde permaneceram.

## Prêmios
Em outubro de 2014, Leyla estava entre os três finalistas do Prêmio Sakharov. A indicação foi apoiada por vários ativistas, incluindo dissidentes soviéticos e amigos de Andrei Sakharov. Ao anunciar o prêmio Sakharov, o Parlamento Europeu afirmou ainda que "decidiu enviar uma delegação com representantes de todos os grupos políticos ao Azerbaijão para conhecer e apoiar Leyla Yunus na sua luta pela democracia e liberdade no seu país".
Leyla também foi indicada ao prêmio Human Rights Tulip. Em outubro de 2014, o Comitê Norueguês de Helsinque concedeu a Leyla - juntamente com Rasul Jafarov, Anar Mammadli e Intiqam Aliyev - o Prêmio Liberdade Andrei Sakharov. Ela recebeu o Prêmio Polonês de Sérgio Vieira de Mello em outubro de 2014, por sua luta pelos direitos humanos.